# Булатово (Алтайский край)
Булатово — село в Алтайском районе Алтайского края России. Входит в состав Куяганского сельсовета.

## География
Село находится в юго-восточной части Алтайского края, на берегах реки Тишка (приток Песчаной), на расстоянии примерно 41 километра (по прямой) к западу-юго-западу (WSW) от села Алтайского, административного центра района. Абсолютная высота — 576 метров над уровнем моря.
Климат умеренно континентальный с теплым летом и умеренно морозной снежной зимой. Средняя температура января −16,8ºС, июля — + 19,2ºС. Годовое количество осадков — 937 мм.

## Население
| 1997 | 1998 | 1999 | 2000 | 2001 | 2002 | 2003 |
| ---- | ---- | ---- | ---- | ---- | ---- | ---- |
| 85   | ↘82  | ↘77  | ↗82  | ↗90  | ↗91  | ↘80  |
| 2004 | 2005 | 2006 | 2007 | 2008 | 2009 | 2010 |
| ↗85  | ↘83  | ↘82  | ↘81  | ↘69  | ↘52  | ↘50  |
| 2011 | 2012 | 2013 |      |      |      |      |
| ↘48  | ↘44  | ↘42  |      |      |      |      |

Согласно результатам переписи 2002 года, в национальной структуре населения русские составляли 98 %.

## Улицы
Уличная сеть села состоит из 3 улиц.